# Mycale lindbergi
Mycale lindbergi är en svampdjursart som beskrevs av Koltun 1958. Mycale lindbergi ingår i släktet Mycale och familjen Mycalidae. Inga underarter finns listade i Catalogue of Life.